# Max Verderosa
Massimiliano Verderosa (Torino, 25 ottobre 1971) è un pilota motociclistico italiano tra i più titolati superiders italiani; detiene due titoli nazionali e un europeo.

## Carriera
Max è il superider italiano che più si è avvicinato alla vittoria di un titolo mondiale. Nella stagione 2004 infatti a causa di una caduta, perse il titolo all’ultima gara di campionato per soli 4 punti.
Nel 2007 ha preso parte solo a poche gare del Mondiale Supermoto e nel 2008 decide di dedicarsi all’enduro a livello nazionale.
Nel 2009 ritorna a gareggiare nel Campionato Italiano Supermoto e nel Campionato Mondiale Supermoto S1 su Honda.
Nel 2017 partecipa al Campionato Italiano Supermoto su Husqvarna

## Palmarès
- 1999: Vincitore Trofeo Monomarca Husqvarna Cup Classe 610
- 2000: 3º posto Campionato Italiano Supermoto classe Prestige (su Husqvarna)

- 2001: 4º posto Campionato Italiano Supermoto classe Prestige (su VOR)
- 2001: 24º posto Campionato Europeo Supermoto (su VOR)
- 2002: 4º posto Campionato Italiano Supermoto classe Prestige (su VOR)
- 2002: 15º posto Campionato del Mondo Supermoto (su Honda)
- 2002: Vincitore Sliding Superbowl di Genova (su Honda)
- 2003: Campione Italiano Supermoto classe Sport (su Honda)
- 2003: Campione Europeo Supermoto classe 450cc (su Honda)
- 2003: 2º posto generale Supermoto delle Nazioni (Team Italia) (su Honda)
- 2004: 3º posto Campionato Italiano Supermoto classe Sport (su Honda)
- 2004: 2º posto Campionato del Mondo Supermoto S2 (su Honda)
- 2004: Campione Europeo al Supermoto delle Nazioni (Team Italia) (su Honda)
- 2004: 21º posto Extreme Supermotard di Bologna (su Honda)
- 2005: Campione Italiano Supermoto classe Sport (su Honda)
- 2005: 5º posto Campionato del Mondo Supermoto S2 (su Honda)
- 2005: 22º posto Campionato AMA Supermoto (1 gara su 10) (su Honda)
- 2006: 18º posto Campionato Tedesco Supermoto classe 450 (2 gare su 6) (su Aprilia)
- 2006: 10º posto Campionato Tedesco Supermoto classe Open (3 gare su 6) (su Aprilia)
- 2006: 6º posto Campionato Italiano Supermoto classe Sport (su Honda)
- 2006: 18º posto Campionato del Mondo Supermoto S2 (su Honda)
- 2007: 21º posto Campionato Lombardo Supermoto classe Prestige (2 gare su 8) (su Honda)
- 2007: 9º posto Campionato Italiano Supermoto S2 (su Honda)
- 2007: 14º posto Campionato del Mondo Supermoto S2 (su Honda)
- 2008: 2º posto Campionato Italiano Enduro Elite (su Honda)
- 2009: 24º posto Campionato Svizzero Supermoto classe Prestige (2 gare su 7) (su Honda)
- 2009: 4º posto Campionato Italiano Supermoto S1 (su Honda)
- 2009: 12º posto Campionato del Mondo Supermoto S1 (3 GP su 7) (su Honda)
- 2009: 14º posto Extreme Supermotard di Bologna (su Honda)
- 2009: 8º posto King Of Motard di Cogliate (su Honda)
- 2010: 13º posto Campionato Italiano Supermoto S1 (su Honda)
- 2010: 27º posto Campionato del Mondo Supermoto S1 (1 GP su 5) (su Honda)
- 2010: 4º posto Interregionale Supermoto di Busca (su Honda)
- 2011: 13º posto Campionato Italiano Supermoto S1 (su Honda)
- 2012: 8º posto Campionato del Mondo Supermoto S1 (su Honda)
- 2015: 8º posto Campionato del Mondo Supermoto S1 (su Honda)